# Ben Polidori
Ben Polidori, né le 13 novembre 1989 à Esch-sur-Alzette (Luxembourg), est un homme politique du Parti ouvrier socialiste luxembourgeois (LSAP), informaticien et ancien footballeur luxembourgeois.

## Biographie

### Carrière sportive
Jusqu'à l'âge de 19 ans, Ben Polidori vit à Dudelange où il joue pour le F91 Dudelange, avec qui il est deux fois champion du Luxembourg. Il passe ensuite par l'UN Käerjéng 97 de 2008 à 2011, et fait partie de l'équipe nationale U21. Alors évalué à 50.000 euros, il rejoint l'US Rumelange pour trois ans. De 2014 à 2021, il est milieu latéral gauche au FC Koeppchen avant de prendre sa retraite.

### Carrière professionnelle
De 2011 à 2023, Ben Polidori est employé de POST Luxembourg, où il est successivement dépanneur, technicien, manageur et chef de service.

### Carrière politique
Ayant rejoint le Parti pirate en 2020, Ben Polidori est élu au conseil communal de Vichten, où il réside, en juin 2023. Aux élections législatives de la même année, il est tête de liste du parti dans la circonscription Nord. Élu de justesse, il devient député le 24 octobre 2023. En juillet 2024, citant des divergences internes, notamment avec les députés Sven Clement et Marc Goergen, et un environnement de travail instable et conflictuel, il quitte le Parti pirate. Siégant d'abord comme indépendant, il rejoint le LSAP le 20 septembre 2024, faisant donc gagner un siège au parti.